# Canscora
Canscora est un genre de plantes appartenant à la famille des Gentianaceae.
Genre

## Liste d'espèces
Selon Catalogue of Life (24 juillet 2017) :
- Canscora alata (Roth) Wall.
- Canscora andrographioides Griff. ex C. B. Cl.
- Canscora bhatiana K.S.Prasad & Raveendran
- Canscora bidoupensis Hul
- Canscora concanensis C. B. Clark
- Canscora devendrae R.Kr.Singh & Diwakar
- Canscora diffusa (Vahl) R. Br. ex Roem. & Schult.
- Canscora heteroclita (L.) Gilg
- Canscora perfoliata Lam.
- Canscora roxburghii Arn. ex Miq.
- Canscora sanjappae Diwakar & R.Kr.Singh
- Canscora schultesii Wall.

Selon GRIN (24 juillet 2017) :
- Canscora alata (Roth) Wall.
- Canscora diffusa (Vahl) R. Br. ex Roem. & Schult.

Selon NCBI (24 juillet 2017) :
- Canscora alata
- Canscora andrographioides
- Canscora diffusa
- Canscora pentanthera

Selon The Plant List (24 juillet 2017) :
- Canscora alata (Roth) Wall.
- Canscora andrographioides Griff. ex C.B.Clarke
- Canscora bidoupensis Hul
- Canscora concanensis C.B.Clarke
- Canscora diffusa (Vahl) R.Br. ex Roem. & Schult.
- Canscora heteroclita (L.) Gilg
- Canscora macrocalyx Miq.
- Canscora perfoliata Lam.
- Canscora roxburghii Arn. ex Miq.
- Canscora sanjappae Diwakar & R.Kr.Singh
- Canscora schultesii Wall. ex Griseb.

Selon Tropicos (24 juillet 2017) (Attention liste brute contenant possiblement des synonymes) :
- Canscora alata (Roth ex Roem. & Schult.) Wall.
- Canscora andrographioides Griff. ex C.B. Clarke
- Canscora bidoupensis Hul
- Canscora carinata Dop
- Canscora concanensis C.B. Clarke
- Canscora decurrens Dalzell
- Canscora diffusa (Vahl) R. Br. ex Roem. & Schult.
- Canscora foliosa D. Don
- Canscora gracilis Dop
- Canscora grandiflora Wight
- Canscora heteroclita (L.) Gilg
- Canscora hexagona Kerr
- Canscora justicioides Griff. ex Voigt
- Canscora khandalensis Santapau
- Canscora kirkii N.E. Br.
- Canscora lancifolia Miq. ex C.B. Clarke
- Canscora lauri C.B. Clarke
- Canscora lucidissima (H. Lév. & Vaniot) Hand.-Mazz.
- Canscora macrocalyx Miq.
- Canscora melastomacea Hand.-Mazz.
- Canscora pauciflora Dalzell
- Canscora pentanthera C.B. Clarke
- Canscora perfoliata Lam.
- Canscora pusilla Roem. & Schult.
- Canscora ramoisissima Baker
- Canscora roxburghii Arn.
- Canscora rubiflora X.X. Chen
- Canscora sanjappae
- Canscora schultesii Wall. ex Griseb.
- Canscora sessiliflora Schult.
- Canscora stricta Sedgw.
- Canscora tenella Wight
- Canscora tetragona Schinz
- Canscora trinervia Ridl.
- Canscora wallichii C.B. Clarke